# Христина Русева
Христина Русева (родена на 1 октомври 1991 г. в София) е българска волейболистка. Играе на поста централен блокировач за националния отбор на България .  През 2021-2022 се състезава за Имоко волей Конелиано -Италия , като прави Требъл в италиянското първенство ( супер купа на Италия, Купа на Италия и Шампионат на Италия ) през същата година , подобрява световеня рекорд на Гинес с 74 последователни победи и печели два сребърни медала на Световно клубно 2021-2022 ( Анкара ) и Шампионска лига ( Любляна ) .
Състезавала се е още : 2020-2021 Ptt Ankara
През 2019-2020се връща след бременност в  Шампиона на България 2020-2019 Марица Пловдив и печелят Шампионата на България.
2018-2019 Turkish airlines Turkey 
През 2018-2016се състезава за Galatasaray  Turkey с тях печели сребърен медал в Турското първенство , като преди това отборът не се е класирал за финал в турската лига от 51 години.
2016-2015 Rabita Baku/ Azerbajan 
2015-2014 -Nulifer/ Turkey 
2014-2013 - Lj Modena /Italy
2013-2012-Rabita Baku/Azerbaijan
2012-2011 - Foppapedretti Bergamo/ Italy 
Женена за Ивайло Вучков.
дете Христо Вучков

## Клубна кариера
| Клуб                          | От   | До   |
| ----------------------------- | ---- | ---- |
| България ЦСКА София           | 2008 | 2011 |
| Италия Волей (Бергамо)        | 2011 | 2012 |
| Азербайджан Телеком (Баку)    | 2012 | 2013 |
| Италия LJ Volley              | 2013 | 2014 |
| Турция Нилюфер (Беледие       | 2014 | 2015 |
| Азербайджан Телеком (Баку)    | 2015 | 2016 |
| Турция Галатасарай (Истанбул) | 2016 | 2018 |
| Турция THY Spor Kulübü        | 2018 | ...  |

## Постижения

### Национален отбор
- Европейска лига
  - Победител: 2018.
  - Финалист: 2010, 2012.

### Клубна кариера
- Първенство на България
  - Шампион: 2010, 2011.
- Купа на България
  - Носител: 2011.
- Суперкупа на Италия
  - Носител: 2011.
- Първенство на Азербайджан
  - Вицешампион: 2016.
- Първенство на Турция
  - Вицешампион: 2017.